# Natação nos Jogos Olímpicos de Verão de 2020 - 50 m livre feminino
A competição dos 50 m livre feminino da natação nos Jogos Olímpicos de Verão de 2020 foi disputada entre 30 de julho e 1 de agosto de 2021 no Centro Aquático, em Tóquio. Um total de 81 nadadoras de 73 Comitês Olímpicos Nacionais (CON) participaram do evento.

## Qualificação
O tempo de qualificação olímpica ao evento foi de 24.77 segundos. Até duas nadadoras por Comitê Olímpico Nacional (CON) poderiam se qualificar automaticamente nadando naquele tempo em um evento de qualificação aprovado. Por sua vez, o tempo de seleção olímpica foi de 25.51 segundos. Até uma nadadora por CON estaria elegível para a qualificação com esse tempo com sua entrada classificada em um ranking até que o número de participantes fosse atingido. CONs sem uma nadadora qualificada em qualquer evento poderiam obter seus lugares através das vagas de universalidade.

## Formato
A competição consiste em três rodadas: preliminares, semifinais e final. As nadadoras com os 16 melhores tempos nas baterias preliminares avançam as semifinais. Já as nadadoras com os 8 melhores tempos nas semifinais avançam a final. Desempates (swim-offs) são utilizados conforme necessário para quebrar os empates de avanço a próxima rodada.

## Calendário
Horário local (UTC+9)
| Data                | Horário | Fase         |
| ------------------- | ------- | ------------ |
| 30 de julho de 2021 | 19:20   | Preliminares |
| 31 de julho de 2021 | 11:30   | Semifinais   |
| 1 de agosto de 2021 | 10:35   | Final        |

## Medalhistas
| Ouro   | AUS Emma McKeon    |
| Prata  | SWE Sarah Sjöström |
| Bronze | DEN Pernille Blume |

## Recordes
Antes desta competição, os recordes mundiais e olímpicos da prova eram os seguintes:
| Tipo | Atleta              | Tempo | Local     | Data                |
| ---- | ------------------- | ----- | --------- | ------------------- |
|      | Sarah Sjöström      | 23.67 | Budapeste | 29 de julho de 2017 |
|      | Ranomi Kromowidjojo | 24.05 | Londres   | 4 de agosto de 2012 |

Os seguintes recordes mundiais e/ou olímpicos foram estabelecidos durante esta competição:
| Data                | Evento       | Atleta          | Tempo | Notas            |
| ------------------- | ------------ | --------------- | ----- | ---------------- |
| 30 de julho de 2021 | Preliminares | AUS Emma McKeon | 24.02 | Recorde olímpico |
| 31 de julho de 2021 | Semifinal    | AUS Emma McKeon | 24.00 | Recorde olímpico |
| 1 de agosto de 2021 | Final        | AUS Emma McKeon | 23.81 | Recorde olímpico |

## Resultados

### Preliminares
As nadadoras com as 16 primeiras colocações, independente da bateria, avançam as semifinais.
| Pos. | Bateria | Raia | Nadadora               | CON                           | Tempo | Notas            |
| ---- | ------- | ---- | ---------------------- | ----------------------------- | ----- | ---------------- |
| 1    | 10      | 4    | Emma McKeon            | AUS Austrália                 | 24.02 | Q,               |
| 2    | 9       | 5    | Pernille Blume         | DEN Dinamarca                 | 24.12 | Q                |
| 3    | 9       | 4    | Cate Campbell          | AUS Austrália                 | 24.15 | Q                |
| 4    | 11      | 4    | Sarah Sjöström         | SWE Suécia                    | 24.26 | Q                |
| 5    | 11      | 3    | Katarzyna Wasick       | POL Polônia                   | 24.31 | Q                |
| 6    | 9       | 6    | Zhang Yufei            | CHN China                     | 24.36 | Q                |
| 7    | 11      | 6    | Abbey Weitzeil         | USA Estados Unidos            | 24.37 | Q                |
| 8    | 11      | 5    | Ranomi Kromowidjojo    | NED Países Baixos             | 24.41 | Q                |
| 9    | 11      | 7    | Arina Surkova          | ROC                           | 24.52 | Q                |
| 10   | 9       | 2    | Wu Qingfeng            | CHN China                     | 24.55 | Q                |
| 11   | 10      | 5    | Simone Manuel          | USA Estados Unidos            | 24.65 | Q                |
| 11   | 10      | 8    | Emma Chelius           | RSA África do Sul             | 24.65 | Q,               |
| 13   | 10      | 2    | Mélanie Henique        | FRA França                    | 24.69 | Q                |
| 14   | 11      | 8    | Julie Kepp Jensen      | DEN Dinamarca                 | 24.70 | Q                |
| 15   | 11      | 1    | Siobhán Haughey        | HKG Hong Kong                 | 24.75 | Q, WD            |
| 16   | 10      | 6    | Femke Heemskerk        | NED Países Baixos             | 24.77 | Q, WD            |
| 17   | 9       | 8    | Fanny Teijonsalo       | FIN Finlândia                 | 24.79 | Q                |
| 18   | 9       | 7    | Marie Wattel           | FRA França                    | 24.82 | Q                |
| 19   | 10      | 3    | Maria Kameneva         | ROC                           | 24.83 |                  |
| 20   | 9       | 3    | Michelle Coleman       | SWE Suécia                    | 24.84 |                  |
| 21   | 10      | 1    | Barbora Seemanová      | CZE República Checa           | 24.92 |                  |
| 22   | 9       | 1    | Kayla Sanchez          | CAN Canadá                    | 24.93 |                  |
| 23   | 8       | 5    | Lidón Muñoz            | ESP Espanha                   | 25.10 |                  |
| 24   | 8       | 6    | Farida Osman           | EGY Egito                     | 25.13 |                  |
| 25   | 6       | 4    | Anicka Delgado         | ECU Equador                   | 25.36 | Recorde nacional |
| 25   | 8       | 4    | Julie Meynen           | LUX Luxemburgo                | 25.36 |                  |
| 27   | 7       | 3    | Isabella Arcila        | COL Colômbia                  | 25.41 |                  |
| 27   | 8       | 1    | Kalia Antoniou         | CYP Chipre                    | 25.41 |                  |
| 29   | 10      | 7    | Etiene Medeiros        | BRA Brasil                    | 25.45 |                  |
| 30   | 8       | 2    | Andrea Murez           | ISR Israel                    | 25.48 |                  |
| 31   | 7       | 4    | Bianca Costea          | ROU Romênia                   | 25.61 |                  |
| 32   | 7       | 2    | Jeserik Pinto          | VEN Venezuela                 | 25.65 |                  |
| 33   | 8       | 7    | Danielle Hill          | IRL Irlanda                   | 25.70 |                  |
| 34   | 6       | 1    | Elinah Phillip         | IVB Ilhas Virgens Britânicas  | 25.74 |                  |
| 35   | 7       | 5    | Amel Melih             | ALG Argélia                   | 25.77 |                  |
| 35   | 7       | 7    | Karen Torrez           | BOL Bolívia                   | 25.77 |                  |
| 37   | 8       | 8    | Jenjira Srisaard       | THA Tailândia                 | 25.97 |                  |
| 38   | 7       | 1    | Huang Mei-chien        | TPE Taipé Chinês              | 25.99 |                  |
| 39   | 7       | 8    | Allyson Ponson         | ARU Aruba                     | 26.03 |                  |
| 40   | 8       | 3    | Quah Ting Wen          | SGP Singapura                 | 26.16 |                  |
| 41   | 7       | 6    | Cherelle Thompson      | TTO Trinidad e Tobago         | 26.19 |                  |
| 42   | 6       | 7    | Nikol Merizaj          | ALB Albânia                   | 26.21 | Recorde nacional |
| 43   | 6       | 6    | Emily Muteti           | KEN Quênia                    | 26.31 |                  |
| 44   | 5       | 4    | Norah Milanesi         | CMR Camarões                  | 26.41 |                  |
| 45   | 6       | 3    | Talita Baqlah          | JOR Jordânia                  | 26.49 |                  |
| 45   | 6       | 5    | Ema Rajić              | CRO Croácia                   | 26.49 |                  |
| 47   | 6       | 8    | Kirabo Namutebi        | UGA Uganda                    | 26.63 |                  |
| 48   | 6       | 2    | Natalya Kritinina      | UZB Uzbequistão               | 26.93 |                  |
| 49   | 5       | 5    | Mikaili Charlemagne    | LCA Santa Lúcia               | 26.99 |                  |
| 50   | 5       | 7    | Cheyenne Rova          | FIJ Fiji                      | 27.11 |                  |
| 51   | 5       | 1    | Batbayaryn Enkhkhüslen | MGL Mongólia                  | 27.29 | Recorde nacional |
| 52   | 5       | 6    | Tilka Paljk            | ZAM Zâmbia                    | 27.34 |                  |
| 53   | 4       | 5    | Judith Meauri          | PNG Papua-Nova Guiné          | 27.56 |                  |
| 54   | 5       | 3    | Samantha Roberts       | ANT Antígua e Barbuda         | 27.63 |                  |
| 55   | 4       | 4    | Aleka Persaud          | GUY Guiana                    | 27.76 | Recorde nacional |
| 56   | 5       | 8    | Bisma Khan             | PAK Paquistão                 | 27.78 | Recorde nacional |
| 57   | 5       | 2    | Unilez Takyi           | GHA Gana                      | 27.85 |                  |
| 58   | 4       | 1    | Angelika Ouedraogo     | BUR Burquina Fasso            | 28.38 | Recorde nacional |
| 59   | 4       | 6    | Mya de Freitas         | VIN São Vicente e Granadinas  | 28.57 |                  |
| 60   | 4       | 7    | Noor Yussuf Abdulla    | BRN Bahrein                   | 28.87 |                  |
| 61   | 4       | 8    | Jessica Makwenda       | MAW Malawi                    | 28.96 |                  |
| 62   | 3       | 4    | Anastasiya Tyurina     | TJK Tajiquistão               | 29.05 |                  |
| 63   | 4       | 3    | Noelani Day            | TGA Tonga                     | 29.06 |                  |
| 64   | 3       | 8    | Siri Arun Budcharern   | LAO Laos                      | 29.22 |                  |
| 65   | 3       | 5    | Bunpichmorakat Kheun   | CAM Camboja                   | 29.42 |                  |
| 66   | 4       | 2    | Alicia Mateus          | MOZ Moçambique                | 29.63 |                  |
| 67   | 3       | 2    | Lara Dashti            | KUW Kuwait                    | 29.69 |                  |
| 68   | 3       | 1    | Junayna Ahmed          | BAN Bangladesh                | 29.78 | Recorde nacional |
| 69   | 3       | 6    | Nafissath Radji        | BEN Benim                     | 29.99 |                  |
| 70   | 3       | 3    | Robyn Young            | SWZ Essuatíni                 | 30.41 |                  |
| 71   | 3       | 7    | Dania Nour             | PLE Palestina                 | 30.43 |                  |
| 72   | 2       | 1    | Alphonsine Agahozo     | RWA Ruanda                    | 30.50 |                  |
| 73   | 2       | 2    | Osisang Chilton        | PLW Palau                     | 30.67 |                  |
| 74   | 2       | 4    | Tity Dumbuya           | SLE Serra Leoa                | 31.56 |                  |
| 75   | 2       | 6    | Chloe Sauvourel        | CAF República Centro-Africana | 32.18 |                  |
| 76   | 2       | 3    | Roukaya Mahamane       | NIG Níger                     | 32.21 |                  |
| 77   | 2       | 7    | Aya Mpali              | GAB Gabão                     | 32.24 |                  |
| 78   | 1       | 4    | Imelda Ximenes Belo    | TLS Timor-Leste               | 32.89 |                  |
| 79   | 1       | 3    | Odrina Kaze            | BDI Burundi                   | 33.39 |                  |
| 80   | 1       | 5    | Haneen Ibrahim         | SUD Sudão                     | 34.49 |                  |
| 81   | 2       | 8    | Stefan Bellore Sangala | CGO Congo                     | 37.92 |                  |
| 82   | 2       | 5    | Nada Arkaji            | QAT Catar                     | DNS   |                  |
| 82   | 11      | 2    | Anna Hopkin            | GBR Grã-Bretanha              | DNS   |                  |

### Semifinais
As nadadoras com as 8 primeiras colocações, independente da bateria, avançam a final.
| Pos. | Bateria | Raia | Nadadora            | CON                | Tempo | Notas            |
| ---- | ------- | ---- | ------------------- | ------------------ | ----- | ---------------- |
| 1    | 2       | 4    | Emma McKeon         | AUS Austrália      | 24.00 | Q,               |
| 2    | 1       | 4    | Pernille Blume      | DEN Dinamarca      | 24.08 | Q                |
| 3    | 1       | 5    | Sarah Sjöström      | SWE Suécia         | 24.13 | Q                |
| 4    | 2       | 6    | Abbey Weitzeil      | USA Estados Unidos | 24.19 | Q                |
| 5    | 2       | 3    | Katarzyna Wasick    | POL Polônia        | 24.26 | Q                |
| 6    | 2       | 5    | Cate Campbell       | AUS Austrália      | 24.27 | Q                |
| 7    | 1       | 6    | Ranomi Kromowidjojo | NED Países Baixos  | 24.29 | Q                |
| 8    | 1       | 2    | Wu Qingfeng         | CHN China          | 24.32 | QSO              |
| 8    | 1       | 3    | Zhang Yufei         | CHN China          | 24.32 | QSO, WD          |
| 10   | 2       | 2    | Arina Surkova       | ROC                | 24.57 |                  |
| 11   | 2       | 1    | Mélanie Henique     | FRA França         | 24.63 |                  |
| 11   | 2       | 7    | Simone Manuel       | USA Estados Unidos | 24.63 |                  |
| 13   | 1       | 7    | Emma Chelius        | RSA África do Sul  | 24.64 | Recorde nacional |
| 14   | 1       | 8    | Marie Wattel        | FRA França         | 24.76 |                  |
| 15   | 2       | 8    | Fanny Teijonsalo    | FIN Finlândia      | 24.91 |                  |
| 16   | 1       | 1    | Julie Kepp Jensen   | DEN Dinamarca      | 24.98 |                  |

### Final
As três nadadoras mais rápidas na final conquistaram as medalhas.
| Pos.              | Raia | Nadadora            | CON                | Tempo | Notas            |
| ----------------- | ---- | ------------------- | ------------------ | ----- | ---------------- |
| Medalha de ouro   | 4    | Emma McKeon         | AUS Austrália      | 23.81 | Recorde olímpico |
| Medalha de prata  | 3    | Sarah Sjöström      | SWE Suécia         | 24.07 |                  |
| Medalha de bronze | 5    | Pernille Blume      | DEN Dinamarca      | 24.21 |                  |
| 4                 | 1    | Ranomi Kromowidjojo | NED Países Baixos  | 24.30 |                  |
| 5                 | 2    | Katarzyna Wasick    | POL Polônia        | 24.32 |                  |
| 5                 | 8    | Wu Qingfeng         | CHN China          | 24.32 |                  |
| 7                 | 7    | Cate Campbell       | AUS Austrália      | 24.36 |                  |
| 8                 | 6    | Abbey Weitzeil      | USA Estados Unidos | 24.41 |                  |

Legenda
| Recorde mundial      | Recorde mundial (World record)               |                       | Recorde africano                      | Recorde africano (African) |                                           | Q | Classificado por posição (Qualified) |
| Recorde olímpico     | Recorde olímpico (Olympic record)            | Recorde da América    | Recorde da América (Americas)         | q                          | Classificado por melhor tempo (Qualified) |   |                                      |
| Melhor marca do ano  | Melhor marca do ano (World leading)          | Recorde asiático      | Recorde asiático (Asian)              | DNS                        | Não largou (Did not start)                |   |                                      |
| Recorde nacional     | Recorde nacional (National record)           | Recorde europeu       | Recorde europeu (European)            | DNF                        | Não terminou (Did not finish)             |   |                                      |
| Recorde pessoal      | Recorde pessoal do atleta (Personal best)    | Recorde da Oceania    | Recorde da Oceania (Oceania)          | DSQ / DQ                   | Desclassificado (Disqualified)            |   |                                      |
| Recorde da temporada | Recorde da temporada do atleta (Season best) | Recorde sul-americano | Recorde sul-americano (South America) | NM                         | Sem marca (No mark)                       |   |                                      |